# 国鉄1形蒸気機関車

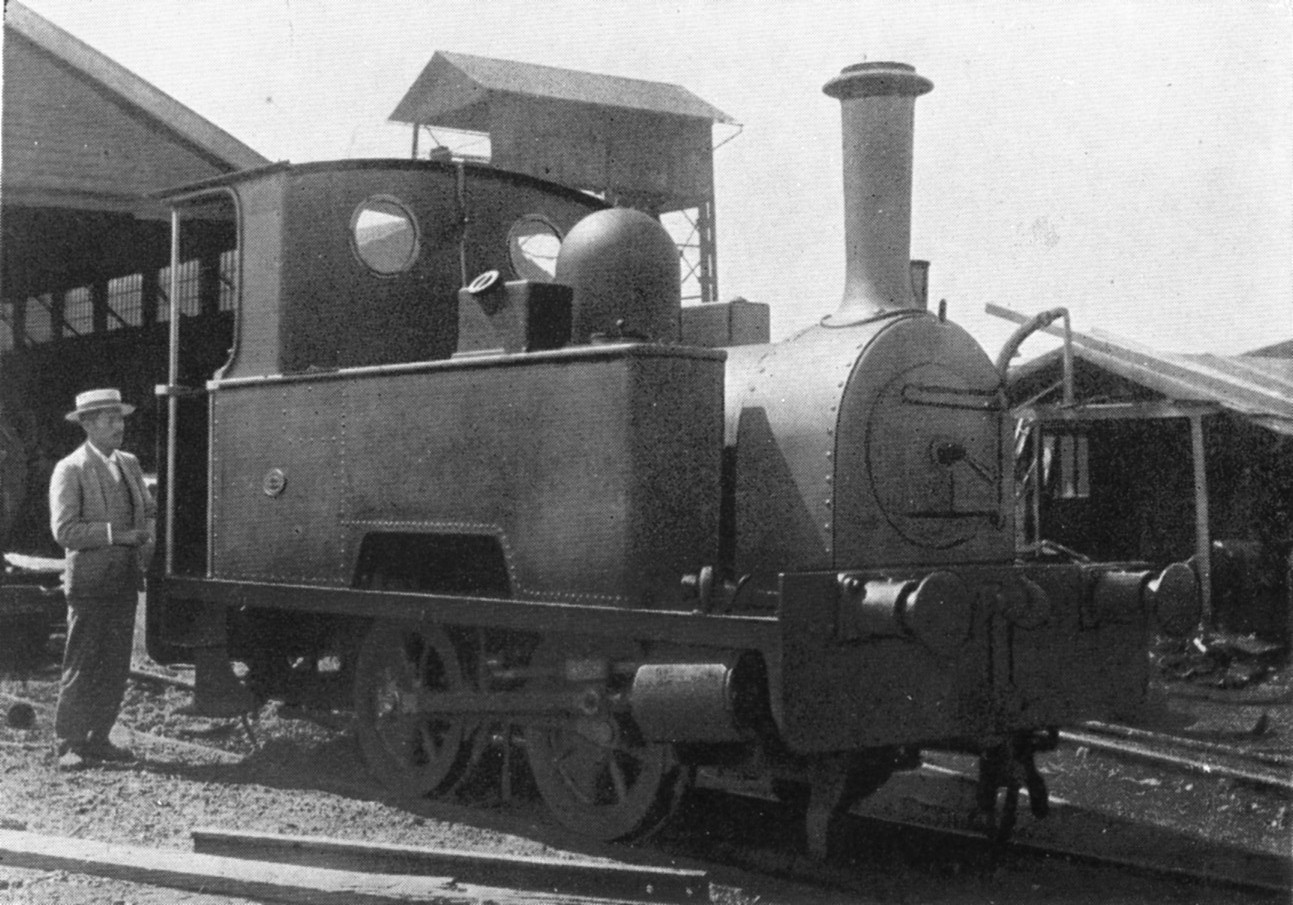
鉄道作業局時代の1（当時は無番号）

1形は、かつて日本国有鉄道の前身である鉄道院に在籍したタンク式蒸気機関車である。

## 概要
1904年（明治37年）10月に、イギリスのW・G・バグナル社（W. G. Bagnall Ltd., Castle Engine Works）で製造され、翌年に輸入された新橋工場内の入換専用蒸気機関車である。
1両（製造番号1747）が輸入されたが、工場内専用の特殊用途機であることから、当初は形式も番号も付与されず、無形式無番号であった。1909年（明治42年）に制定された鉄道院の車両称号規程により形式番号を付与され、1形（1）となった。この称号規程では、小型のものから順に小さい形式番号を付与したため、最小の形式1を与えられた本形式は、当時最小の機関車であった。1,067mm (3ft6in) 軌間でこれより小さい国鉄蒸気機関車は、1922年（大正11年）に国有化された大湯鉄道（現在の久大本線の一部）引継ぎのクラウス製40形のみである。
本形式は、日本の国有鉄道が輸入した中では唯一のバグナル社製で、他には762mm (2ft6in) 軌間で旧佐世保鉄道引継ぎのケ97、ケ98があるに過ぎない。同社の機関車は小型のものが多く、日本へは本形式を含めて7形式14両が青梅鉄道や中遠鉄道、陸軍鉄道連隊などによって輸入されているが、いずれも重量10t以下の軽便鉄道用や産業用のものばかりである。

## 構造
車軸配置0-4-0 (B) の単式2気筒の飽和式タンク機関車で、全長4,693mm、全高3,698mm、幅2,025mm、運転整備重量10.11t、動輪直径は762mmの軽便鉄道用並みの小型機である。弁装置はスチーブンソン式で、ロッド類を避けるため、側水槽中央下部が切り欠かれており、その上に砂箱が置かれている。制動装置は手ブレーキのみであった。

### 主要諸元
- 全長：4,693mm
- 全高：2,698mm
- 軌間：1,067mm
- 車軸配置：0-4-0 (B)
- 動輪直径：762mm
- 弁装置：スチーブンソン式基本型
- シリンダー（直径×行程）：203mm×305mm
- ボイラー圧力：10.5kg/cm2
- 火格子面積：0.37m2
- 全伝熱面積：14.4m2
- 機関車運転整備重量：10.11t
- 機関車動輪上重量（運転整備時）：10.11t
- 機関車動輪軸重（第2動輪上）：5.74t
- 水タンク容量：0.86m3
- 燃料積載量：0.23t
- 機関車性能
  - シリンダ引張力：1,470kg
- ブレーキ装置：手ブレーキ

## 経歴

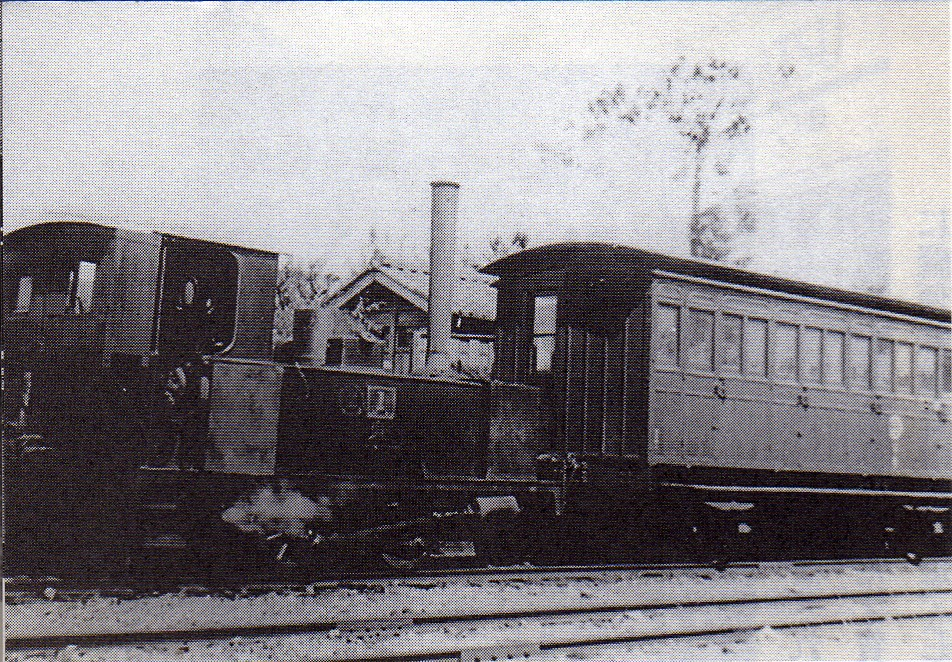
篠山鉄道譲渡後の1

本機は、鉄道作業局の新橋工場内の入換用として約7年間使用された後、1911年（明治44年）に篠山鉄道へ開業用として払下げられ、同社の1として使用された。その際に煙突を延長し、運転室後位の上部に張り出しを設けている。同社では1938年（昭和13年）まで使用され、スクラップとして神戸製鋼所に譲渡された。神戸製鋼所では、L6に改番したが、ランボードより上の構造物の一切を全て作り替えてしまい、製造時の印象を伝えるものは足回りだけとなっていた。この機関車は、1955年（昭和30年）から1956年（昭和31年）頃に廃棄されたようである。